# Đinh La Thăng
Đinh La Thăng (sinh ngày 10 tháng 9 năm 1960) là một chính khách Việt Nam và tiến sĩ kinh tế. Ông từng là Bộ trưởng Bộ Giao thông Vận tải (2011-2016), Chủ tịch Hội đồng thành viên Tập đoàn Dầu khí Quốc gia Việt Nam (2008-2011), Chủ tịch Hội đồng quản trị Tập đoàn Dầu khí Quốc gia Việt Nam (2005-2008), Chủ tịch Hội đồng quản trị Tổng công ty Sông Đà (2001-2003). Trong Đảng Cộng sản Việt Nam, ông từng là Phó Trưởng ban Kinh tế Trung ương, Ủy viên Ban Chấp hành Trung ương Đảng khóa XII, Ủy viên Bộ Chính trị khóa XII, Ủy viên Trung ương Đảng khóa X, XI, Bí thư Thành ủy Thành phố Hồ Chí Minh (2016-2017).
Ông cũng từng là đại biểu quốc hội Việt Nam khóa XIV (nhiệm kì 2016-2021), thuộc đoàn đại biểu tỉnh Thanh Hóa (bị mất quyền từ ngày 14 tháng 5 năm 2018 sau khi bị kết án tù), dù trước đó ông trúng cử ở Thành phố Hồ Chí Minh, Đại biểu Quốc hội Việt Nam khóa XI (2002-2007) tỉnh Gia Lai, khóa XIII (2011-2016) tỉnh Thanh Hóa.
Ngày 7 tháng 5 năm 2017 ông Đinh La Thăng bị thi hành kỷ luật và thôi chức Ủy viên Bộ Chính trị khóa XII kiêm Bí thư Thành ủy Thành phố Hồ Chí Minh, sau đó được điều động giữ chức Phó Trưởng ban Kinh tế Trung ương.
Ngày 8 tháng 12 năm 2017, ông bị tạm đình chỉ chức đại biểu Quốc hội, đình chỉ sinh hoạt Đảng, bị khởi tố và tạm giam do những sai phạm khi giữ chức Chủ tịch Tập đoàn Dầu khí Quốc gia Việt Nam. Ông bị kết án tổng cộng 30 năm tù (tổng của hai bản án là 31 năm nhưng theo luật, tổng mức án tù có thời hạn không quá 30 năm) về tội Cố ý làm trái quy định của Nhà nước về quản lý kinh tế gây hậu quả nghiêm trọng (Điều 165, Bộ luật Hình sự 1999) và bồi thường hơn 630 tỷ đồng, 600 tỷ đồng trong vụ Tập đoàn Dầu khí Việt Nam (PVN) góp vốn vào Ngân hàng Đại Dương (OceanBank) và 30 tỷ đồng trong vụ xây dựng Nhà máy nhiệt điện Thái Bình 2.

## Xuất thân và giáo dục
Ông sinh ngày 10 tháng 9 năm 1960, quê quán ở xã Yên Bình, huyện Ý Yên, tỉnh Nam Định. Thân phụ ông là Đinh Văn Nhu (mất năm 2018), cán bộ công đoàn Nhà máy dệt Nam Định.
Ông tốt nghiệp trung học phổ thông giáo dục Việt Nam Dân chủ Cộng hòa hệ 10/10 ở miền Bắc Việt Nam. Ông tốt nghiệp đại học Trường Đại học Tài chính Kế toán (nay là Học viện Tài chính). Đinh La Thăng học lớp K16-24 (Ngành Kế toán Xây dựng cơ bản).
Năm 1996, ông bảo vệ luận án phó tiến sĩ khoa học kinh tế, chuyên ngành "Kế toán, tài vụ và phân tích hoạt động kinh tế", với đề tài luận án là "Tổ chức công tác kế toán ở các doanh nghiệp xây dựng trong điều kiện ứng dụng tin học", dưới sự hướng dẫn của phó giáo sư, phó tiến sĩ Lê Gia Lục. Công trình được hoàn thành và bảo vệ tại Trường Đại học Tài chính Kế toán Hà Nội.

## Sự nghiệp
Sau khi tốt nghiệp đại học từ Trường Đại học Tài chính Kế toán Hà Nội, Đinh La Thăng bắt đầu sự nghiệp tại Công ty Cung ứng Vật tư thuộc Tổng công ty Xây dựng Thủy điện Sông Đà từ vị trí Kế toán viên vào năm 1983, lúc 23 tuổi. Hai năm sau, ông gia nhập Đảng Cộng sản Việt Nam. Năm 28 tuổi, sau 5 năm công tác, ông lên chức Kế toán trưởng và Bí thư Đoàn thanh niên của công ty. Năm 2003, ở tuổi 43, ông là chủ tịch Hội đồng quản trị Tổng công ty Xây dựng Thủy điện Sông Đà. Trong thời gian này ông tham gia công tác Đoàn thanh niên Cộng sản Hồ Chí Minh, lên đến chức Ủy viên Ban Chấp hành Trung ương Đoàn Thanh niên Cộng sản Hồ Chí Minh. Tiếp đó, ông chuyển qua tham gia công tác Đảng trong 2 năm, làm Phó Bí thư Tỉnh ủy tỉnh Thừa Thiên Huế (2003-2005). Năm 2005, ông được cử làm Chủ tịch Hội đồng quản trị Tập đoàn Dầu khí Quốc gia Việt Nam. Sáu năm sau, năm 2011, ông được bầu làm Bộ trưởng Bộ Giao thông Vận tải (Việt Nam). Ông giữ chức này trong 5 năm, đến 2016.
Từ năm 1983 đến năm 1988, ông công tác tại Công ty Cung ứng Vật tư thuộc Tổng công ty Xây dựng Thủy điện Sông Đà, là Kế toán viên, Phó kế toán trưởng, Kế toán trưởng công ty, Ủy viên Ban Thường vụ Đảng ủy, Ủy viên Ban Thường vụ Công đoàn, Bí thư Đoàn thanh niên Công ty. Ngày 15 tháng 9 năm 1985, ông gia nhập Đảng Cộng sản Việt Nam.
Từ năm 1989 đến năm 1994, ông lần lượt giữ các chức vụ Phó kế toán trưởng, Kế toán trưởng, Ủy viên Ban Thường vụ Đảng uỷ, Chủ nhiệm Ủy ban Kiểm tra Đảng ủy Tổng công ty Xây dựng thủy điện Sông Đà, Ủy viên Ban Chấp hành Trung ương Đoàn Thanh niên Cộng sản Hồ Chí Minh, Bí thư Đoàn Thanh niên Tổng công ty Xây dựng thủy điện Sông Đà, Ủy viên Trung ương Hội Kế toán Việt Nam, Phó chủ tịch Hội Kế toán ngành Xây dựng.
Từ năm 1995 đến tháng 3 năm 2001 ông lần lượt giữ các chức vụ Bí thư Đảng ủy, Phó Tổng giám đốc kiêm Chủ tịch Công đoàn Tổng công ty Sông Đà; Ủy viên Ban chấp hành Trung ương Đoàn Thanh niên Cộng sản Hồ Chí Minh.
Từ tháng 4 năm 2001 đến tháng 10 năm 2003, ông là Bí thư Đảng ủy, Chủ tịch Hội đồng quản trị Tổng công ty Sông Đà. Ông được bầu làm Đại biểu Quốc hội Khoá XI nhiệm kì 2002-2007 thuộc đoàn đại biểu tỉnh Gia Lai, Ủy viên Ủy ban Đối ngoại của Quốc hội, Ủy viên Trung ương Hội Kế toán Việt Nam, Phó Chủ tịch Hội Kế toán ngành Xây dựng, Ủy viên Ban Thường vụ Công đoàn Xây dựng Việt Nam, Phó Chủ tịch Hội Các nhà doanh nghiệp trẻ Việt Nam.
Từ tháng 11 năm 2003 đến tháng 12 năm 2005, ông là Phó Bí thư Tỉnh ủy tỉnh Thừa Thiên Huế; Đại biểu Quốc hội khóa XI, Ủy viên Ủy ban Đối ngoại của Quốc hội.
Ông được Thủ tướng Phan Văn Khải bổ nhiệm làm Chủ tịch Hội đồng quản trị Tập đoàn Dầu khí Quốc gia Việt Nam (PetroVietnam) vào ngày 5 tháng 10 năm 2005.
Từ tháng 1 năm 2006 đến tháng 12 năm 2008, ông là Bí thư Ban cán sự Đảng, Chủ tịch Hội đồng quản trị PetroVietnam. Tại Đại hội Đại biểu toàn quốc lần thứ X của Đảng, ông được bầu vào Ban Chấp hành Trung ương Đảng Cộng sản Việt Nam. Ông còn là đại biểu Quốc hội Khoá XI, Ủy viên Ủy ban Đối ngoại của Quốc hội, Phó Bí thư Đảng ủy cơ quan Tập đoàn Dầu khí Quốc gia Việt Nam.
Từ tháng 12 năm 2008, ông là Ủy viên Ban Chấp hành Trung ương Đảng Cộng sản Việt Nam, Bí thư Đảng ủy, Chủ tịch Hội đồng thành viên Tập đoàn Dầu khí Quốc gia Việt Nam.
Tại Đại hội Đại biểu toàn quốc lần thứ XI của Đảng, ông Đinh La Thăng được bầu vào Ban Chấp hành Trung ương Đảng Cộng sản Việt Nam và là đại biểu Quốc hội khóa XIII nhiệm kì 2011-2016 thuộc đoàn đại biểu tỉnh Thanh Hóa.
Tại Kỳ họp thứ nhất, theo đề nghị của Thủ tướng chính phủ Việt Nam, Quốc hội khóa XIII ngày 3 tháng 8 năm 2011 phê chuẩn ông làm Bộ trưởng Bộ Giao thông Vận tải (Việt Nam) với tỷ lệ phiếu ủng hộ đạt 71,2%.
Tháng 1 năm 2016 tại Đại hội Đại biểu toàn quốc lần thứ XII của Đảng, ông Đinh La Thăng được bầu vào Ban Chấp hành Trung ương Đảng Cộng sản Việt Nam. Được Trung ương bầu vào Bộ Chính trị.
Ngày 5 tháng 2 năm 2016, ông được Bộ Chính trị phân công giữ chức Bí thư Thành ủy Thành phố Hồ Chí Minh.
Tháng 7 năm 2016, ông được bầu giữ chức Trưởng Đoàn Đại biểu Quốc hội khóa XIV Thành phố Hồ Chí Minh.
Ngày 7 tháng 5 năm 2017, Ban Chấp hành Trung ương Đảng khóa XII đã quyết định thi hành kỷ luật ông Đinh La Thăng bằng hình thức cảnh cáo và cho thôi giữ chức Ủy viên Bộ Chính trị khoá XII với tỉ lệ phiếu biểu quyết rất cao, trên 90%. Ban chấp hành Trung ương Đảng khóa XII khẳng định những khuyết điểm, những sai phạm khi còn làm ở Tập đoàn dầu khí quốc gia Việt Nam (PVN) là "rất nghiêm trọng, gây bức xúc trong cán bộ, đảng viên và nhân dân đến mức phải thi hành kỷ luật theo quy định của Đảng".
Phản ứng quyết định trên vào ngày 10 tháng 5, ông Thăng cho biết: "Quyết định thi hành kỷ luật của Ban chấp hành Trung ương đối với tôi là có lý có tình, thể hiện sự đoàn kết, tập trung thống nhất cao; cũng như tạo điều kiện cho tôi có cơ hội khắc phục khuyết điểm, hạn chế".
Ngày 10 tháng 5 năm 2017, Bộ Chính trị phân công ông Đinh La Thăng thôi giữ chức Bí thư Thành ủy TP.HCM (nhiệm kỳ 2015 – 2020), giữ chức Phó Trưởng Ban Kinh tế trung ương Đảng.

### Bộ trưởng Bộ giao thông vận tải

#### Phát biểu khi nhậm chức
Phát biểu với báo giới sau khi được Quốc hội phê chuẩn vào chức bộ trưởng, ông cho rằng: 
| “ | Bộ trưởng là tư lệnh lĩnh vực ngành phải cho tôi toàn quyền. Tư lệnh ra chiến trường phải được toàn quyền quyết định chiến đấu, tiến hay lùi, nếu chờ xin phép thủ trưởng ở nhà thì sẽ lỡ cơ hội. | ” |

| “ | "Bộ Giao thông sẽ tập trung giải quyết ba khâu đột phá chiến lược. Thứ nhất là đầu tư xây dựng hạ tầng giao thông, thứ hai là tình trạng tai nạn giao thông, thứ ba là ùn tắc giao thông. Tôi sẽ thực hiện quyết liệt ba vấn đề trên"... "Tôi cho rằng khi đất nước có đủ điều kiện thì mới làm đường sắt cao tốc. Trong 5 năm tới nếu kinh tế phát triển đến mức độ nào đó thì sẽ làm đường sắt cao tốc, còn nếu chưa được như vậy thì phải tính toán ở thời điểm khác thích hợp hơn". "Bộ Giao thông sẽ ưu tiên đầu tư đường bộ cao tốc Bắc Nam, nâng cấp đường sắt hiện có, cân đối phát triển đường quốc lộ, tỉnh lộ, giao thông nông thôn." | ” |

#### Tiêu hủy xe đua
Đầu tháng 10 năm 2011, khi được biết thành phố Hồ Chí Minh kiến nghị phải tịch thu phương tiện của các đối tượng tham gia đua xe, ông đồng tình với việc phải xử lý nghiêm hành vi trên và bản thân từng kiến nghị không chỉ tịch thu mà phải tiêu hủy phương tiện đua xe. Tuy nhiên, đề xuất này không chấp thuận vì nhiều ý kiến cho rằng đây là việc làm lãng phí. Theo ý kiến của Nguyễn Đức Nhanh (giám đốc Công an Hà Nội) thì phải tịch thu toàn bộ phương tiện. Sau khi tịch thu, cần bán đấu giá để lấy tiền đưa vào các quỹ từ thiện như quỹ người nghèo, thiên tai, chất độc da cam,...

#### Cấm nhân viên chơi golf và vận động nhân viên đi xe buýt
Quy định cấm chơi golf thể hiện tại Công văn số 6630/BGTVT-TCCB do Đinh La Thăng ký ngày 17 tháng 10 năm 2011, trong đó quy định: "các đồng chí lãnh đạo thuộc diện bộ quản lý từ cấp vụ và tương đương trở lên không chơi gôn, không tổ chức hoặc tham gia các giải gôn". Đây là một quyết định gây tranh cãi khi có rất nhiều người ủng hộ nhưng cũng nhiều người phản đối. Nó trở thành thông tin nóng trên các trang web. Trước đó, sân golf Hoàng Gia ở Ninh Bình được đầu tư xây dựng quy mô có vốn đầu tư của Tập đoàn dầu khí mà chính ông Thăng là Chủ tịch của Tập đoàn này. Lê Hồng Sơn - Cục trưởng Cục Kiểm tra văn bản quy phạm pháp luật thuộc Bộ Tư pháp Việt Nam - cho rằng văn bản 6630 (yêu cầu lãnh đạo các cơ quan, đơn vị, doanh nghiệp thuộc Bộ Giao thông Vận tải không chơi golf) có nội dung sai thẩm quyền, vi phạm quyền cán bộ công chức,...
Tháng 10 năm 2011, Đinh La Thăng ra công văn 6323/BGTVT-VT ghi rõ: "yêu cầu cán bộ công nhân viên chức trong cơ quan, đơn vị sử dụng xe buýt đô thị tối thiểu 1 ngày trong 1 tuần. Định kỳ báo cáo (trước ngày 25 hàng tháng) tình hình triển khai thực hiện". Tuy nhiên, hai tháng sau, khi có thông tin phản ánh rằng có rất ít cán bộ nhân viên Bộ GTVT hưởng ứng, ông Thăng lại cho rằng đây là văn bản khuyến khích, động viên tinh thần cán bộ nhân viên ngành đi xe buýt chứ không bắt buộc và sẽ không phạt nhân viên nếu họ không chấp hành văn bản trên. Sau khi đi thử xe buýt công cộng, ông Thăng cũng cho biết: "Thực tế, với tình hình chất lượng xe buýt như hiện nay thì đến tôi còn chẳng thể đi nổi, làm sao mà bắt buộc anh em phải đi được."

#### Thay đổi giờ làm việc công sở và giờ học
Từ tháng 10 năm 2011, Đinh La Thăng đã đề xuất lên thủ tướng Nguyễn Tấn Dũng lịch trình thay đổi giờ làm công sở, giờ học các trường trung học phổ thông để giảm ùn tắc giao thông, thử nghiệm trước hết tại Hà Nội và thành phố Hồ Chí Minh. Hà Nội đã thay đổi giờ học các trường phổ thông từ ngày 1 tháng 2 năm 2012, trong đó các học sinh đi học từ 7 giờ sáng đến 7 giờ tối. Những sự thay đổi giờ làm việc công sở và giờ học của các trường phổ thông này đã gây xôn xao dư luận và xáo trộn giờ giấc của nhiều người, mặc dù tình trạng ùn tắc giao thông vẫn xảy ra. Đề xuất này đã dấy lên nỗi bất bình trong đa số người dân có người thân hiện đang là học sinh.

#### Đề xuất hạn chế xe cá nhân và tăng phí lưu thông ô tô và xe máy
Tháng 11 năm 2011, Đinh La Thăng đã đề nghị Quốc hội Việt Nam bố trí khoản ngân sách 40.000 tỷ đồng, thu vượt từ dầu thô, cho các công trình trọng yếu của ngành giao thông vì "Hiện Bộ GTVT không còn tiền để đầu tư hạ tầng".
Để tránh ùn tắc giao thông và quá tải của đường phố, cùng với việc đổi giờ làm việc và giờ học, ông Thăng còn đề xuất hạn chế xe cá nhân và tăng phí lưu thông ô tô và xe máy, như thu phí lưu thông xe máy 500.000 đến 1 triệu đồng/năm và phí lưu thông ô tô từ 20 đến 50 triệu đồng/năm. Theo ông thì "việc thu phí lưu hành để sử dụng vào nhiều mục đích, nên người sử dụng phương tiện cá nhân phải có đóng góp cho đầu tư phát triển hạ tầng giao thông, và thực hiện các giải pháp giảm tai nạn giao thông. Với các thành phố lớn, thường xuyên ùn tắc, đã có thu thêm phí vào nội đô". Cũng theo ông Thăng, thông điệp của Thủ tướng Chính phủ cũng như thông điệp của ngành giao thông là "hành động và hành động", và không thể nói các giải pháp mà không hành động được.
Nhiều ý kiến cho rằng việc đề xuất tăng phí lưu hành xe ô tô lên 20–50 triệu đồng/năm của Bộ trưởng Thăng và Chính phủ là "đổ gánh nặng sang dân", "cào bằng giàu - nghèo", "phí chồng lên phí",... Nguyễn Xuân Thủy, nguyên Giám đốc Nhà Xuất bản Giao thông, nói: "...khi mua ô tô hay xe máy đã phải chịu năm loại phí: thuế nhập khẩu, thuế trước bạ, tiền biển số, phí duy tu cầu đường (qua xăng dầu), phí gửi xe... vì vậy, việc người dân phải "cõng" thêm một khoản phí nữa sẽ là "phí chồng phí", ảnh hưởng trực tiếp tới đời sống, tạo nên sự bức xúc, giảm lòng tin vào ngành giao thông, bởi người dân không hiểu tại sao quyền đi lại của họ bị hạn chế, mọi "tội lỗi" gây ra ùn tắc đều đổ hết lên đầu họ, trong khi cầu đường, phương tiện công cộng (điều nhà nước phải đáp ứng) lại quá yếu kém, lạc hậu". Lê Hiếu Đằng, nguyên Phó Chủ tịch Mặt trận Tổ quốc Việt Nam tại thành phố Hồ Chí Minh, cho rằng bản chất của câu chuyện tăng phí và thu phí phương tiện là "Đẩy khó khăn cho người dân", là "Làm gánh nặng tài chính của mỗi gia đình càng thêm nặng nề".

#### Ban hành 12 điều cấm
Tháng 3 năm 2014, Đinh La Thăng ký Quyết định số 592 quy định những điều Ban Quản lý dự án và công chức trực thuộc không được làm khi quản lý các dự án do Bộ GTVT giao, nhằm siết chặt kỷ cương, chất lượng công trình và tránh hối lộ, tham nhũng.

#### Cách chức tổng giám đốc công ty cổ phần Vận tải đường sắt Hà Nội
Ngày 3 tháng 2 năm 2016, Đinh La Thăng đã ký Văn bản số 1484 kiểm điểm cán bộ thuộc Tổng công ty Đường sắt Việt Nam trong việc giao cho các đơn vị đường sắt trực tiếp thương thảo, ký hợp đồng và làm thủ tục mua toa xe đã qua sử dụng của Trung Quốc, đồng thời chỉ đạo Tổng công ty Đường sắt Việt Nam cho ông Nguyễn Viết Hiệp thôi làm người đại diện phần vốn nhà nước tại Công ty cổ phần Vận tải đường sắt Hà Nội; chỉ đạo người đại diện phần vốn nhà nước tại Công ty cổ phần Vận tải đường sắt Hà Nội cách chức Tổng giám đốc đối với ông Nguyễn Viết Hiệp. Trước đó, Công ty cổ phần Vận tải Đường sắt Hà Nội đã trình phương án mua lại hơn 160 toa xe cũ từ Trung Quốc lên Tổng công ty Đường sắt Việt Nam.

#### Trách nhiệm bổ nhiệmDương Chí Dũng
Tại phiên thảo luận tổ ngày 24 tháng 5 năm 2012 về đề án tái cơ cấu kinh tế lẫn bên hành lang Quốc hội, vụ tiêu cực tại Tổng công ty Hàng hải Việt Nam (Vinalines) đã khiến các đại biểu Quốc hội Việt Nam đặt ra nhiều vấn đề gấp rút trong điều chỉnh cơ chế chính sách với doanh nghiệp nhà nước. Các đại biểu đã yêu cầu Đinh La Thăng giải trình trách nhiệm khi bổ nhiệm Cục trưởng Cục Hàng hải Dương Chí Dũng. Giải trình của ông Thăng thiếu sức thuyết phục và không nhận được sự đồng tình của nhiều đại biểu.

### Bí thư Thành ủy Thành phố Hồ Chí Minh

#### Phát biểu khi nhậm chức
Khi phát biểu tại lễ công bố quyết định của Bộ Chính trị, ông chia sẻ:
| “ | Kể từ giờ phút này, toàn bộ tâm trí của tôi sẽ dành cho một việc duy nhất là cùng với Đảng bộ, Chính quyền và nhân dân Thành phố Hồ Chí Minh kế tục một cách xứng đáng sự nghiệp vẻ vang của thành phố | ” |

#### Quá trình công tác
Nhận chức Bí thư Thành ủy Thành phố Hồ Chí Minh từ ngày 5 tháng 2 năm 2016 nên sau kỳ nghỉ Tết, ngay từ đầu năm ông đã chỉ đạo ngưng chúc tụng đầu năm, tập trung vào việc cũng như chỉ đạo thành lập đường dây nóng, phải giảm tội phạm trong vòng ba tháng,... Tuy nhiên tại hội nghị 3 tỉnh TP.HCM, Đồng Nai và Bình Dương, theo Thiếu tướng Phan Anh Minh – Phó Giám đốc Công an TP.HCM, trong dịp tết Nguyên đán vừa qua, trên địa bàn TP.HCM tình hình phạm pháp hình sự giảm, tuy nhiên tháng 3 này lại tăng. Thậm chí loại tội phạm trộm, cướp giật tăng 15%-20%.

#### Bổ nhiệm Vũ Đức Thuận
Trong năm 2016, ông Vũ Đức Thuận, người đang bị tạm giam trong vụ án PVC. Theo đài BBC, các báo Việt Nam ngày hôm sau đồng loạt gỡ bản tin này xuống.

#### Mất chức bí thư
Ngày 10 tháng 5 năm 2017, sau khi Ban Chấp hành Trung ương Đảng quyết định thi hành kỷ luật. Đinh La Thăng bị Bộ Chính trị cách chức Bí thư Thành Ủy Thành phố Hồ Chí Minh và được điều động sang chức vụ Phó trưởng ban kinh tế trung ương. Người kế nhiệm ông tại vị trí cũ là Nguyễn Thiện Nhân.

### Đại biểu Quốc hội Việt Nam

#### Khóa XI tỉnh Gia Lai
Đinh La Thăng là đại biểu Quốc hội Việt Nam khóa XI nhiệm kì 2002-2007 thuộc đoàn đại biểu Quốc hội tỉnh Gia Lai. Lúc này ông đang là Ủy viên Ủy ban Đối ngoại của Quốc hội, Bí thư Đảng ủy, Chủ tịch Hội đồng quản trị Tổng công ty Sông Đà, Ủy viên Thường vụ Công Đoàn XD Việt Nam, Ủy viên Ban chấp hành Trung ương Hội kế toán Việt Nam, Phó Chủ tịch Hội kế toán ngành XD, làm việc ở Tổng công ty Sông Đà.

#### Khóa XIII tỉnh Thanh Hóa
Đinh La Thăng là đại biểu Quốc hội Việt Nam khóa XIII nhiệm kì 2011-2016 thuộc đoàn đại biểu Quốc hội tỉnh Thanh Hóa.

#### Khóa XIV

##### Trúng cử ở Thành phố Hồ Chí Minh
Ngày 22 tháng 5 năm 2016, Đinh La Thăng đã trúng cử đại biểu Quốc hội Việt Nam khóa XIV nhiệm kì 2016-2021 ở đơn vị bầu cử số 9, Thành phố Hồ Chí Minh, gồm các huyện Củ Chi và Hóc Môn, được 509.447 phiếu, đạt tỷ lệ 85,02% số phiếu hợp lệ.

##### Chuyển về Thanh Hóa
Tháng 5 năm 2017, ông Đinh La Thăng chuyển về sinh hoạt ở đoàn đại biểu Quốc hội tỉnh Thanh Hóa (không rõ đại diện cho cử tri huyện nào), huyện Củ Chi và Hóc Môn của Thành phố Hồ Chí Minh mất một đại biểu Quốc hội. Tại cuộc họp báo trước kỳ họp thứ ba của Quốc hội Việt Nam khóa XIV vào chiều ngày 19 tháng 5 năm 2017, ông Nguyễn Hạnh Phúc, Tổng thư kí Quốc hội Việt Nam khóa XIV cho biết về căn cứ pháp lý của việc thuyên chuyển này như sau: "Ông Đinh La Thăng có đơn thôi chức ủy viên Bộ Chính trị và đã được Ban chấp hành Trung ương Đảng đồng ý. Thôi chức ủy viên Bộ Chính trị tức là thôi chức Bí thư Thành ủy Thành phố Hồ Chí Minh, thôi Trưởng đoàn đại biểu Quốc hội Thành phố Hồ Chí Minh", ông Đinh La Thăng có nguyện vọng chuyển sinh hoạt về đoàn đại biểu Quốc hội tỉnh Thanh Hóa, đồng thời đoàn đại biểu Quốc hội tỉnh Thanh Hóa cũng có văn bản đề nghị cho ông Đinh La Thăng về sinh hoạt tại đoàn Thanh Hóa, "Hai đề nghị như thế nên Ủy ban Thường vụ Quốc hội đã biểu quyết, nhất trí về việc chuyển sinh hoạt đoàn đại biểu Quốc hội đối với ông Đinh La Thăng từ đoàn đại biểu Quốc hội Thành phố Hồ Chí Minh về đoàn đại biểu Quốc hội tỉnh Thanh Hóa". Theo báo VnExpress, ngày 10 tháng 5 năm 2017, Đảng đoàn Quốc hội đã gửi cho Đoàn đại biểu Quốc hội tỉnh Thanh Hóa văn bản thông báo đề nghị Đoàn cho ý kiến về việc ông Đinh La Thăng có nguyện vọng chuyển sinh hoạt từ đoàn Đại biểu Quốc hội TP HCM về đoàn đại biểu Quốc hội Thanh Hóa. Vào ngày 11 tháng 5 năm 2017, trưởng Đoàn đại biểu Quốc hội tỉnh Thanh Hóa Đỗ Trọng Hưng ký công văn gửi Đảng đoàn Quốc hội và trưởng Ban công tác đại biểu (thuộc Ủy ban Thường vụ Quốc hội) để trả lời văn bản ngày 10 tháng 5 của Đảng đoàn Quốc hội. Văn bản này cho biết tất cả các thành viên Đoàn đại biểu Quốc hội tỉnh Thanh Hóa đều đồng thuận về việc ông Đinh La Thăng chuyển sinh hoạt về Đoàn. Trong công văn có đoạn nêu lí do như sau: "Trong nhiệm kỳ Quốc hội khóa XIII (2011-2016), ông Đinh La Thăng ứng cử tại đơn vị bầu cử số 1 tỉnh Thanh Hóa và trúng cử với tỉ lệ phiếu bầu rất cao, đã hoàn thành xuất sắc nhiệm vụ của đại biểu Quốc hội, được cử tri tỉnh Thanh Hóa ghi nhận và đánh giá cao". Đơn vị bầu cử số 1 của tỉnh Thanh Hóa trong cuộc bầu cử Đại biểu Quốc hội Việt Nam khóa XIII (và khóa XIV) gồm có thành phố Thanh Hóa, thành phố Sầm Sơn và các huyện Hoằng Hóa, Đông Sơn.

##### Đình chỉ nhiệm vụ Đại biểu Quốc hội
Ngày 8 tháng 12 năm 2017, Ủy ban thường vụ Quốc hội Việt Nam khóa XIV đã biểu quyết và thông qua việc khởi tố bị can, bắt tạm giam, khám xét và tạm đình chỉ việc thực hiện nhiệm vụ, quyền hạn của đại biểu Quốc hội đối với Đinh La Thăng (Nghị quyết số 456/NQ-UBTVQH14). Ngay sau đó, ông bị bắt.

##### Mất quyền đại biểu Quốc hội
Ngày 14 tháng 5 năm 2018, sau khi hội đồng xét xử phúc thẩm Tòa án nhân dân cấp cao tại Hà Nội y án sơ thẩm 13 năm tù đối với Đinh La Thăng, Đinh La Thăng bị mất quyền đại biểu Quốc hội Việt Nam khóa 14.

## Bị khởi tố và xét xử

### Trách nhiệm khi làm Chủ tịch Hội đồng quản trị PetroVietnam
Trong quý I năm 2012, Thanh tra Chính phủ (Việt Nam) đã có kết luận thanh tra tại một số tập đoàn lớn như Tập đoàn dầu khí Quốc gia Việt Nam, Tập đoàn hóa chất Việt Nam, Tập đoàn Sông Đà, Tập đoàn Viễn thông Quân đội,... Qua công tác thanh tra, Thanh tra Chính phủ phát hiện sai phạm, thiếu sót về kinh tế. Trong đó, đáng chú ý là kết luận thanh tra việc chấp hành các quy định của pháp luật về quản lý sử dụng vốn, tài sản tại Tập đoàn Sông Đà và Tập đoàn Dầu khí Quốc gia Việt Nam - nơi bộ trưởng Thăng đã từng là người đứng đầu.
Ngày 5 tháng 4 năm 2012, khi Thanh tra Chính phủ công bố báo cáo về việc chấp hành quy định của pháp luật về quản lý sử dụng vốn, tài sản tại PetroVietnam tới năm 2010 với khá nhiều sai phạm về tài chính (con số lên đến hơn 18.000 tỷ đồng), một số tờ báo đã nêu câu hỏi về vấn đề trách nhiệm của người từng đứng đầu PetroVietnam mà cụ thể là ông Đinh La Thăng, người giữ chức Bí thư Ban cán sự đảng, Chủ tịch Hội đồng quản trị và sau này là Chủ tịch Hội đồng thành viên PetroVietnam từ tháng 10 năm 2006 đến tháng 8 năm 2011, Phó tổng thanh tra Chính phủ Ngô Văn Khánh nói: "Trách nhiệm của người đứng đầu là có".

## Điều tra và Kỷ luật

### Xem xét kỷ luật
Từ ngày 24 đến 26 tháng 4 năm 2017, tại Hà Nội, Ủy ban Kiểm tra Trung ương đã họp kỳ thứ 14, trong cuộc họp đã đề nghị Bộ Chính trị, Ban Chấp hành Trung ương Đảng xem xét, thi hành kỷ luật đối với ông Đinh La Thăng vì những lý do sau: 
- Chịu trách nhiệm khi ký ban hành Nghị quyết 233/NQ-ĐU, ngày 17/3/2009 của Đảng uỷ Tập đoàn có nội dung không phù hợp với quy định pháp luật để HĐTV, Ban Tổng Giám đốc Tập đoàn và các tổng công ty thành viên quyết định chỉ định nhiều gói thầu trái pháp luật;
- Vi phạm Quy chế làm việc Hội đồng quản trị (HĐQT) Tập đoàn trong việc ký thỏa thuận tham gia góp vốn tại Văn bản số 6934, ngày 18/09/2008 giữa ông Đinh La Thăng, Chủ tịch HĐQT Tập đoàn và Chủ tịch HĐQT Oceanbank (có nội dung: Tập đoàn tham gia góp vốn 20% trở lên; cử cán bộ tham gia quản trị, điều hành; đề nghị các đơn vị thành viên sử dụng dịch vụ của Oceanbank) trước khi HĐQT Tập đoàn họp thống nhất nội dung trên.
- Chịu trách nhiệm trong việc HĐTV ban hành Nghị quyết số 4266/NQ-DKVN góp vốn vượt mức quy định vào OceanBank, trái quy định của Luật các Tổ chức tín dụng, gây thiệt hại rất nghiêm trọng cho PVN.
- Chịu trách nhiệm trong việc HĐTV ban hành một số nghị quyết, quyết định chỉ định nhiều gói thầu với tổng giá trị lớn, vi phạm các nghị định của Chính phủ; tham mưu, đề xuất Thủ tướng Chính phủ cho chỉ định nhiều gói thầu không bảo đảm các điều kiện theo quy định của pháp luật.
- Chấp thuận cho PVC được miễn bảo lãnh thực hiện hợp đồng đối với công trình, dự án do Tập đoàn chỉ định cho PVC thực hiện và chấp thuận cho Tổng công ty cổ phần Dịch vụ Kỹ thuật Dầu khí (PTSC) được miễn bảo lãnh thực hiện hợp đồng đối với Hợp đồng thiết kế, mua sắm, xây dựng (EPC) Nhà máy Nhiên liệu sinh học Dung Quất, vi phạm Luật Đấu thầu năm 2005.[60][61]
- Vi phạm nghiêm trọng những điều Đảng viên không được làm buông lỏng quản lý, thiếu trách nhiệm trong việc điều hành gây tổn hại nặng nề, thất thoát lớn cho ngân sách nhà nước.

### Nhận xét
- Qua 2 bài viết có tựa đề lần lượt là "Thanh hay Thăng" và "Tảng Băng Nổi" đăng vào ngày 26 và 27 tháng 9 năm 2016 trên trang Facebook cá nhân, nhà báo Osin Huy Đức (tên thật là Trương Huy San) cho rằng Đinh La Thăng đứng đằng sau việc thất thoát hàng tỉ đô la không chỉ ở Tổng Công ty Xây Lắp Dầu Khí (PVC) mà còn cả Tập đoàn Dầu khí Việt Nam (Petro Vietnam) nơi ông Thăng làm Chủ tịch hội đồng quản trị (HĐQT) từ 2006 đến 2011.[62]
- Ngày 27/4/2017, Giáo sư Zachary Abuza, Học viện Quân sự Quốc gia (National War College), Hoa Kỳ, nhận định: "Nhiều vụ xử hay điều tra tham nhũng gần đây liên quan tay chân hay đệ tử của ông Thăng." "Đây đúng là nguyên tắc của chính trị Việt Nam: Nếu đối thủ quá mạnh, anh nhắm vào người của họ." "Ông Thăng có thể bị cho xuống mà chẳng ảnh hưởng đến tương lai chương trình cải tổ kinh tế. Ban lãnh đạo hiện nay họ quyết tâm có thêm cải cách." "Đảng Cộng sản rõ ràng lo ngại về tham nhũng. Đó là nhược điểm của Đảng, họ biết." "Nhưng nếu họ không cho truyền thông có tự do, thì cứ phải dùng biện pháp cổ điển 'rung cây dọa khỉ', tức là chọn vài cá nhân mà chém." Ông Abuza cho rằng trường hợp của ông Nguyễn Tấn Dũng thì khác: "Cựu Thủ tướng Nguyễn Tấn Dũng đã sống sót qua các vụ thua lỗ và bê bối tham nhũng còn lớn hơn, nhưng vẫn tồn tại được." "Ông Dũng có vốn chính trị nhiều hơn, có mạng lưới lớn hơn để vây quanh và bảo vệ ông ta." "Quan trọng hơn, ông Dũng còn có những đảng viên lão thành bảo vệ, vì tôi đoán họ cho rằng nếu ông Dũng đổ thì sẽ gây hại cho tiến trình và tầm mức cải tổ." [63]
- Trung tướng Nguyễn Quốc Thước – nguyên Ủy viên Trung ương Đảng, nguyên Tư lệnh Quân khu IV, Đại biểu Quốc hội khóa VIII, IX, X đưa ra nhận định: "Kết luận thể hiện tính nghiêm túc của Đảng, kiên quyết thực hiện Nghị quyết Trung ương 4 khóa XII. Người có công thì biểu dương, người có tội thì không bỏ qua. Tôi ghi nhận tinh thần nghiêm túc ấy. Còn xem xét kết luận ấy như thế nào, xử lý ra sao thì do Trung ương quyết định".[64]
- Ông Nguyễn Túc, Ủy viên Đoàn Chủ tịch Ủy ban Trung ương Mặt trận Tổ quốc Việt Nam nói: Việc làm hôm nay của Ủy ban Kiểm tra Trung ương đã củng cố niềm tin của cán bộ Đảng viên, nhân dân với sự lãnh đạo của Đảng và cho thấy không có vùng cấm trong các hoạt động của Đảng sau khi có Nghị quyết Trung ương 4 khoá XII.[65]

### Đề nghị xử theo pháp luật
Chuyên gia kinh tế Bùi Kiến Thành nhận định: "Những vi phạm của ông Đinh La Thăng và lãnh đạo Tập đoàn Dầu khí Việt Nam giai đoạn 2009 – 2015 xuất phát từ sự lạm dụng chức vụ quyền hạn và không tuân thủ quy định của pháp luật trong điều hành, quản lý kinh tế". Ông Thành cho là, "Ủy ban Kiểm tra Trung ương cần giao Chính phủ thanh tra, kiểm tra đối với sai phạm của ông Thăng và lãnh đạo Tập đoàn Dầu khí Việt Nam vì đây doanh nghiệp nhà nước do Chính phủ quản lý." Theo ông Thành, căn cứ vào kết luận cuối cùng xử lý vi phạm, cần đặt ra vấn đề yêu cầu cá nhân vi phạm phải bồi thường, khắc phụ hậu quả gây ra. "Tóm lại chúng ta có hệ thống luật pháp cơ bản, mọi người phải tuân thủ pháp luật. Vi phạm ra sao cứ dựa theo pháp luật và xử, không né tránh, không có vùng cấm", ông Thành nói.
Trả lời các chất vấn của cử tri các quận Ba Đình, Tây Hồ (Hà Nội) vào ngày 13.5, Tổng bí thư Nguyễn Phú Trọng cho biết: "...đây mới là xử về kết quả kiểm tra dấu hiệu vi phạm về mặt Đảng. Còn hình sự người ta đang làm. " 

### Bị khởi tố và bắt tạm giam
Ngày 8 tháng 12 năm 2017, sau khi Ủy ban Thường vụ Quốc hội khóa XIV thông qua việc khởi tố bị can, bắt tạm giam Đinh La Thăng, Cơ quan Cảnh sát điều tra trực thuộc Bộ Công an đã ra quyết định khởi tố bị can, bắt tạm giam Đinh La Thăng về hành vi cố ý làm trái quy định của Nhà nước về quản lý kinh tế gây hậu quả nghiêm trọng.
Sau khi có quyết định khởi tố và lệnh bắt tạm giam trên, Đinh La Thăng bị Ban Tổ chức trung ương - Đảng Cộng sản Việt Nam ra quyết định đình chỉ sinh hoạt đảng, sinh hoạt cấp ủy (gồm cả sinh hoạt Ban Chấp hành Trung ương Đảng).
Ông Thăng bị cáo buộc là vụ cố ý làm trái quy định của Nhà nước về quản lý kinh tế gây hậu quả nghiêm trọng, lạm dụng chức vụ, quyền hạn chiếm đoạt tài sản gây thiệt hại 800 tỷ đồng trong việc PVN góp vốn vào Ngân hàng Thương mại Cổ phần Đại dương (OceanBank) tháng 9 năm 2008.
Theo kết luận của Ủy ban Kiểm tra Trung ương, ông Thăng còn phải chịu trách nhiệm trong việc ban hành một số nghị quyết, quyết định chỉ định nhiều gói thầu với tổng giá trị lớn, vi phạm các nghị định của Chính phủ; chỉ định nhiều gói thầu không đảm bảo quy định của pháp luật...Trong số này có việc ông chấp thuận cho Tổng công ty xây lắp dầu khí (PVC) thuộc PVN được miễn bảo lãnh thực hiện hợp đồng với công trình, dự án do Tập đoàn chỉ định. Ông cũng vi phạm Luật Đấu thầu khi chấp thuận cho Tổng công ty cổ phần dịch vụ kỹ thuật dầu khí (PTSC) được miễn bảo lãnh thực hiện hợp đồng thiết kế, mua sắm, xây dựng (EPC) Nhà máy nhiên liệu sinh học Dung Quất. Với sai phạm của PVC tại dự án Nhiệt điện Thái Bình 2, ông Thăng bị xác định đã chỉ định gói thầu EPC tại đây. Việc này vi phạm các quy định của pháp luật, gây hậu quả nghiêm trọng. Dự án do PVN làm chủ đầu tư có tổng mức đầu tư hơn 34.295 tỷ đồng (tương đương 1,7 tỷ USD).

### Phiên tòa sơ thẩm thứ nhất
Ngày 8 tháng 1 năm 2018, Đinh La Thăng, Trịnh Xuân Thanh cùng những thuộc cấp có liên quan bị đưa ra xét xử sơ thẩm tại Tòa án nhân dân thành phố Hà Nội
Ngày 22 tháng 1 năm 2018, Tòa án nhân dân thành phố Hà Nội tuyên bản án hình sự số 33/2018/HS-ST đối với các bị cáo Đinh La Thăng, Nguyễn Quốc Khánh, Trịnh Xuân Thanh và 20 đồng phạm trong vụ án tham ô, cố ý làm trái xảy ra tại Tập đoàn Dầu khí Việt Nam (PVN) và Tổng công ty xây lắp dầu khí (PVC). Tòa quyết định tuyên phạt bị cáo Đinh La Thăng 13 năm tù về tội Cố ý làm trái.

### Phiên tòa sơ thẩm thứ hai
Ngày 19 tháng 3 năm 2018, Tòa án nhân dân thành phố Hà Nội mở phiên tòa thứ hai xét xử ông Đinh La Thăng cùng các bị cáo trong vụ án Tập đoàn Dầu khí quốc gia Việt Nam (PVN) gây thiệt hại 800 tỷ đồng khi góp vốn vào Ngân hàng TMCP Đại Dương (Oceanbank). Năm 2008, Thủ tướng không cho phép thành lập ngân hàng nên PVN chuyển sang góp vốn mua cổ phần của Ngân hàng Đại Dương (Oceanbank). Mặc dù được báo cáo rõ tình hình kinh tế, kết quả hoạt động của Oceanbank nhưng ông Đinh La Thăng không có bất cứ chỉ đạo nào đối với hội đồng quản trị và Ban điều hành PVN để thống nhất chủ trương, thực hiện thẩm định, khảo sát OceanBank, phương án góp vốn cũng như tính hiệu quả, khả thi của việc góp vốn vào ngân hàng này. Ông Đinh La Thăng không thông qua hội đồng quản trị mà đã ký thỏa thuận thống nhất với Hà Văn Thắm về việc góp vốn, đồng thời ông Thăng cũng không báo cáo Chính phủ theo đúng quy định. Sau khi ký thỏa thuận góp vốn, ông Thăng tiếp tục đồng ý chủ trương, ký ban hành các nghị quyết góp vốn, bổ sung vốn góp vào Oceanbank khi chưa có ý kiến của Chính phủ; ký quyết định cử người đại diện phần vốn góp của PVN bằng 20% (thông qua 3 lần góp vốn) vốn góp vào Oceanbank với tổng số tiền 800 tỷ đồng. PVN bị mất hoàn toàn số tiền không thu hồi được khi Oceanbank kinh doanh thua lỗ, mất vốn chủ sở hữu và bị Ngân hàng Nhà nước phải mua lại với giá 0 đồng
Ngày 29 tháng 3 năm 2018, Tòa án nhân dân thành phố Hà Nội đưa ra phán quyết tuyên phạt bị cáo Đinh La Thăng 18 năm tù về tội Cố ý làm trái quy định của Nhà nước về quản lý kinh tế gây hậu quả nghiêm trọng theo điều 165 Bộ luật Hình sự 1999 (bản án sơ thẩm số 110/2018/HS-ST). Về trách nhiệm dân sự, tòa tuyên buộc bị cáo Đinh La Thăng cùng 6 đồng phạm liên đới bồi thường 800 tỉ cho cho PVN, trong đó, bị cáo buộc là người phải chịu trách nhiệm chính, ông Đinh La Thăng chịu trách nhiệm bồi thường 600 tỉ đồng.
Như vậy, nếu hai phiên toà sơ thẩm giữ nguyên hình phạt thì ông Thăng phải thi hành tổng cộng 30 năm tù (theo luật, tổng mức án không được quá 30 năm tù).Tổng số tiền ông Thăng phải bồi thường dân sự ở cả hai vụ là 630 tỷ đồng. Theo quy định của Bộ luật Hình sự 2015, ông Thăng sẽ phải thi hành ít nhất một phần ba bản án (10 năm tù) mới được xét giảm án.

### Phiên tòa phúc thẩm
Sau khi bị tuyên án trong hai phiên tòa sơ thẩm, Đinh La Thăng và 13 bị cáo khác đã có đơn kháng cáo gửi Tòa án nhân dân thành phố Hà Nội. Đơn kháng cáo toàn bộ bản án sơ thẩm của Đinh La Thăng cho rằng "bản án sơ thẩm chưa xem xét đầy đủ, toàn diện, khách quan và giới hạn phạm vi trách nhiệm" của Đinh La Thăng. Đinh La Thăng đề nghị tòa phúc thẩm xem xét lại tội danh, hình phạt và trách nhiệm dân sự của Đinh La Thăng.
Sáng ngày 8 tháng 5 năm 2018, phiên tòa phúc thẩm Tòa án nhân dân cấp cao tại Hà Nội đã diễn ra. Đáng chú ý trong phiên tòa này là xảy ra sự cố kĩ thuật khi tòa xét hỏi bị cáo Nguyễn Anh Minh, theo đó trong vòng 20 phút, âm thanh từ phòng xử án bị mất, còn hình ảnh thì bị đứng, phóng viên báo chí không theo dõi được.
Ngày 14 tháng 5 năm 2018, hội đồng xét xử phúc thẩm Tòa án nhân dân cấp cao tại Hà Nội đã y án 13 năm tù đối với Đinh La Thăng tội danh "Cố ý làm trái quy định của Nhà nước về quản lý kinh tế gây hậu quả nghiêm trọng".

### Khai trừ khỏi Đảng Cộng sản Việt Nam
Ngày 9 tháng 5 năm 2018, trong khi phiên tòa phúc thẩm xử ông Đinh La Thăng đang diễn ra thì Ban Chấp hành Trung ương Đảng Cộng sản Việt Nam khóa 12 trong hội nghị lần thứ 7 đã quyết định kỉ luật khai trừ Đinh La Thăng ra khỏi Đảng Cộng sản Việt Nam.

### Trách nhiệm những người liên quan
- Trịnh Xuân Thanh - 14 năm tù về tội Cố ý làm trái, tù chung thân về tội tham ô tài sản, tổng hợp hình phạt chung phải chấp hành là tù chung thân.[4]
- Vũ Đức Thuận - nguyên tổng giám đốc PVC: 7 năm tù về tội cố ý làm trái, 15 năm tù về tội tham ô tài sản, tổng hình phạt chung là 22 năm tù.
- Nguyên Chủ tịch Hội đồng Thành viên Tập đoàn Dầu khí Quốc gia Việt Nam (PVN) Nguyễn Quốc Khánh cũng bị đình chỉ quyền đại biểu quốc hội, do đó mất quyền miễn trừ. Ông bị Cơ quan An ninh điều tra - Bộ Công an ra Quyết định khởi tố, tạm giam về tội Cố ý làm trái quy định của Nhà nước về quản lý kinh tế gây hậu quả nghiêm trọng quy định tại Điều 165 - Bộ luật Hình sự[77] và bị tuyên án 9 năm tù.[4]
- Ngày 8 tháng 12 năm 2017, Cơ quan Cảnh sát điều tra Bộ Công an đã khởi tố, bắt tạm giam ông Đinh Mạnh Thắng (55 tuổi), bí thư đảng ủy, Tổng giám đốc, nguyên chủ tịch hội đồng quản trị Công ty cổ phần Đầu tư và thương mại dầu khí Sông Đà, em ruột của Đinh La Thăng, để điều tra về hành vi tham ô tài sản. Công ty Cổ phần Đầu tư và Thương mại Dầu khí Sông Đà là doanh nghiệp liên doanh giữa Tập đoàn Dầu khí Việt Nam và Tổng Công ty Sông Đà.[78]
- Bộ Công Thương đã có văn bản báo cáo Ban Bí thư Trung ương Đảng về 6 cá nhân phải xử lý kỷ luật liên quan đến sai phạm tại các dự án nhiên liệu sinh học và dự án nhà máy sản xuất xơ sợi Đình Vũ (PVTex). Cụ thể, 6 lãnh đạo nguyên là thành viên Hội đồng quản trị Tập đoàn Dầu khí Việt Nam (PVN) thời kỳ 2006 - 2015 phải chịu hình thức kỷ luật khiển trách đối với các vi phạm. Đó là bà Phan Thị Hòa, nguyên Ủy viên HĐQT PVN từ tháng 12/2006 đến tháng 10/2010; ông Hoàng Xuân Hùng, nguyên thành viên HĐQT PVN từ tháng 12/2006 đến tháng 4/2012; Ông Vũ Khánh Trường, nguyên thành viên HĐQT PVN từ tháng 4/2009 đến tháng 9/2015; ông Đỗ Văn Đạo, nguyên thành viên HĐQT PVN từ tháng 12/2006 đến năm 2009; Ông Nguyễn Thanh Liêm, nguyên thành viên HĐTV PVN từ tháng 11/2010 đến tháng 3/2015 và ông Nguyễn Xuân Thắng, nguyên thành viên HĐTV PVN từ thàng 1/2011 đến tháng 3/2015. Các cá nhân này không chỉ liên quan đến việc đầu tư các dự án nhiên liệu sinh học và dự án nhà máy sản xuất xơ sợi Đình Vũ, mà còn sai phạm khi chưa thực hiện hết trách nhiệm trong việc giám sát đại diện phần vốn tại một số doanh nghiệp ngành dầu khí.[79]

### Khởi tố vụ án liên quan dự án Ethanol Phú Thọ
Sau khi bị kết án tù 30 năm và thi hành án trong tù, ngày 20 tháng 1 năm 2019, Cơ quan An ninh điều tra, Bộ Công an Việt Nam đã khởi tố tiếp Đinh La Thăng tội "Vi phạm quy định về đầu tư công trình xây dựng gây hậu quả nghiêm trọng", theo điều 224 Bộ luật Hình sự trong dự án 2400 tỉ đồng sản xuất ethanol làm nguyên liệu để sản xuất xăng sinh học ở Nhà máy nhiên liệu sinh học Phú Thọ.

## Gia đình
Ông Đinh La Thăng và vợ có hai con gái. Con gái ông, cô Đinh Hương Ly (sinh năm 1984) là cựu học sinh chuyên Anh THPT Hà Nội - Amsterdam (khóa 1999–2002), đạt giải Ba Tiếng Anh Quốc gia và được tuyển thẳng vào Đại học Ngoại thương. Cô nhận học bổng toàn phần và tốt nghiệp Đại học Connecticut (Mỹ). Từ 2006 làm cho Morgan Stanley (vị trí cao nhất là Vice President) tại các trụ sở ở New York, London, Singapore. Năm 2009, tiếp tục làm cho tập đoàn tài chính Morgan Stanley tại Việt Nam. Morgan Stanley là một ngân hàng đầu tư của Mỹ mà Đinh La Thăng có mối quan hệ chặt chẽ khi ông làm Chủ tịch Hội đồng quản trị Tập đoàn Dầu khí Việt Nam. Năm 2014, cô nghỉ làm để sinh con thứ 2 và trở thành thành viên HĐQT Tổ chức giáo dục IEG.
Ông Thăng là người giám sát việc bán 10% cổ phần tại Tổng công ty Cổ phần Tài chính Dầu khí (PVFC) thuộc Tập đoàn Dầu khí Quốc gia Việt Nam cho Morgan Stanley với giá 217 triệu USD vào năm 2007.

## Tài sản
Theo Vnexpress : 
Trong vụ án ông Đinh La Thăng cố ý làm trái khi đầu tư vào OceanBank, số tiền cần thu hồi theo bản án là trên 800 tỷ đồng, riêng ông Thăng là 600 tỷ. Tuy nhiên, theo thông báo của ông Lê Xuân Hồng (Cục trưởng Thi hành án Hà Nội), ông Thăng "chỉ còn một căn hộ chung cư và là sở hữu chung của vợ chồng" nên chỉ thu được một phần căn hộ.

Gia đình ông Thăng sống tại chung cư khu đô thị Sudico, phường Mỹ Đình, Nam Từ Liêm. Khai trước HĐXX phiên phúc thẩm hôm 26/6/2018, ông Thăng nói: "Nhà tôi chỉ có một căn hộ chung cư, bán cũng chỉ khắc phục được phần nhỏ. Nếu tòa xử đúng phần trách nhiệm của tôi thì tôi cùng gia đình cố gắng khắc phục".